# Les nouveaux tricheurs
Les nouveaux tricheurs è un film del 1987 diretto da Michael Schock.
Il film è un remake e non un sequel di Peccatori in blue-jeans (1958) di Marcel Carné.

## Trama
Il film segue la vita di alcuni adolescenti e giovani adulti. Franck e Christine hanno appena vent'anni; vivono insieme, prendono le stesse lezioni di teatro insieme e vengono scelti insieme per interpretare i ruoli principali in "Les Mains sales" di Sartre. Franck è follemente innamorato di lei.
Karl, studente delle superiori, si reca insieme all'amico più grande Marc a ballare in un locale e resta colpito di come l'amico riesca a conquistare tutte le ragazze. Per essergli ancora più vicino, gli presenta un'amica di classe, Sophie. La ragazza, innamoratasi perdutamente di Marc gli si concede ma scopre ben presto di non essere essenziale per lui.
Al "Bains Douches", un locale, Karl, Marc e Sophie conoscono Franck, Christine e la loro inseparabile amica Betti. Marc e Christine finiscono con l'innamorarsi l'uno dell'altra ed iniziano a frequentarsi.
Ma anche se tutto sembra inizialmente andare per il verso giusto, il dramma è dietro l'angolo.